# Operacja łużycka

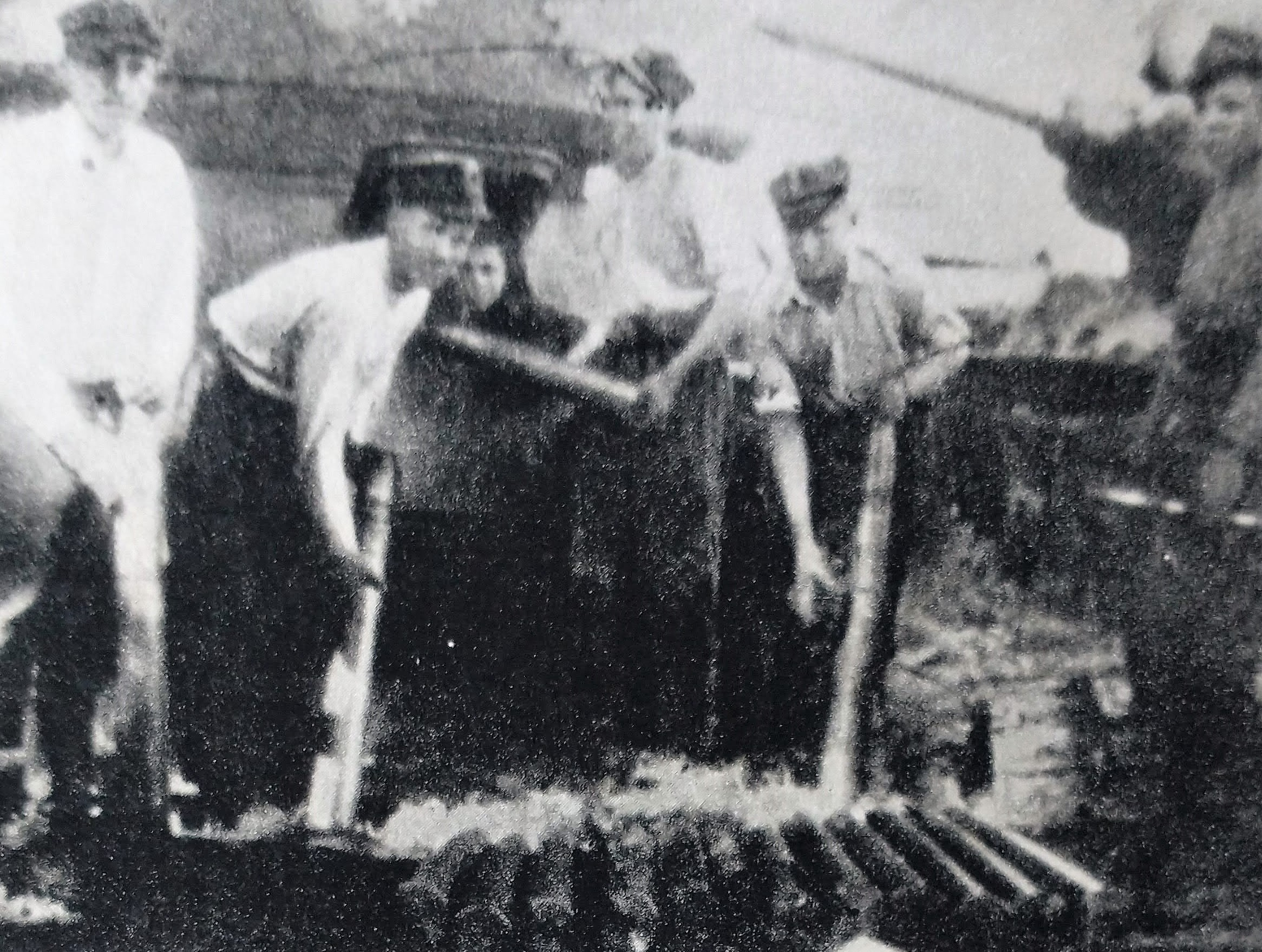
Załoga 16 brygady pancernej przed natarciem przygotowuje amunicję

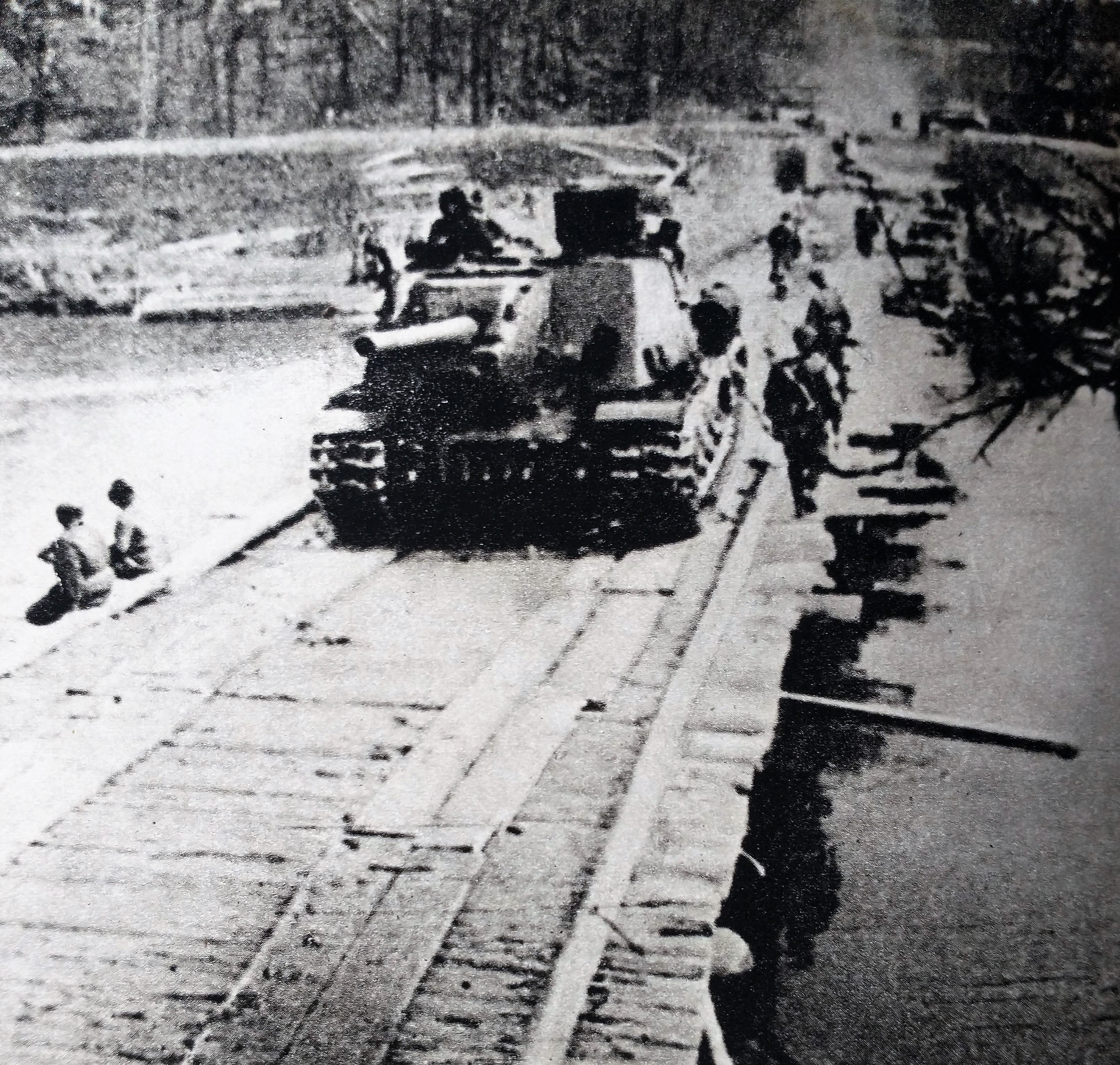
Przeprawa korpusu pancernego przez Nysę Łużycką

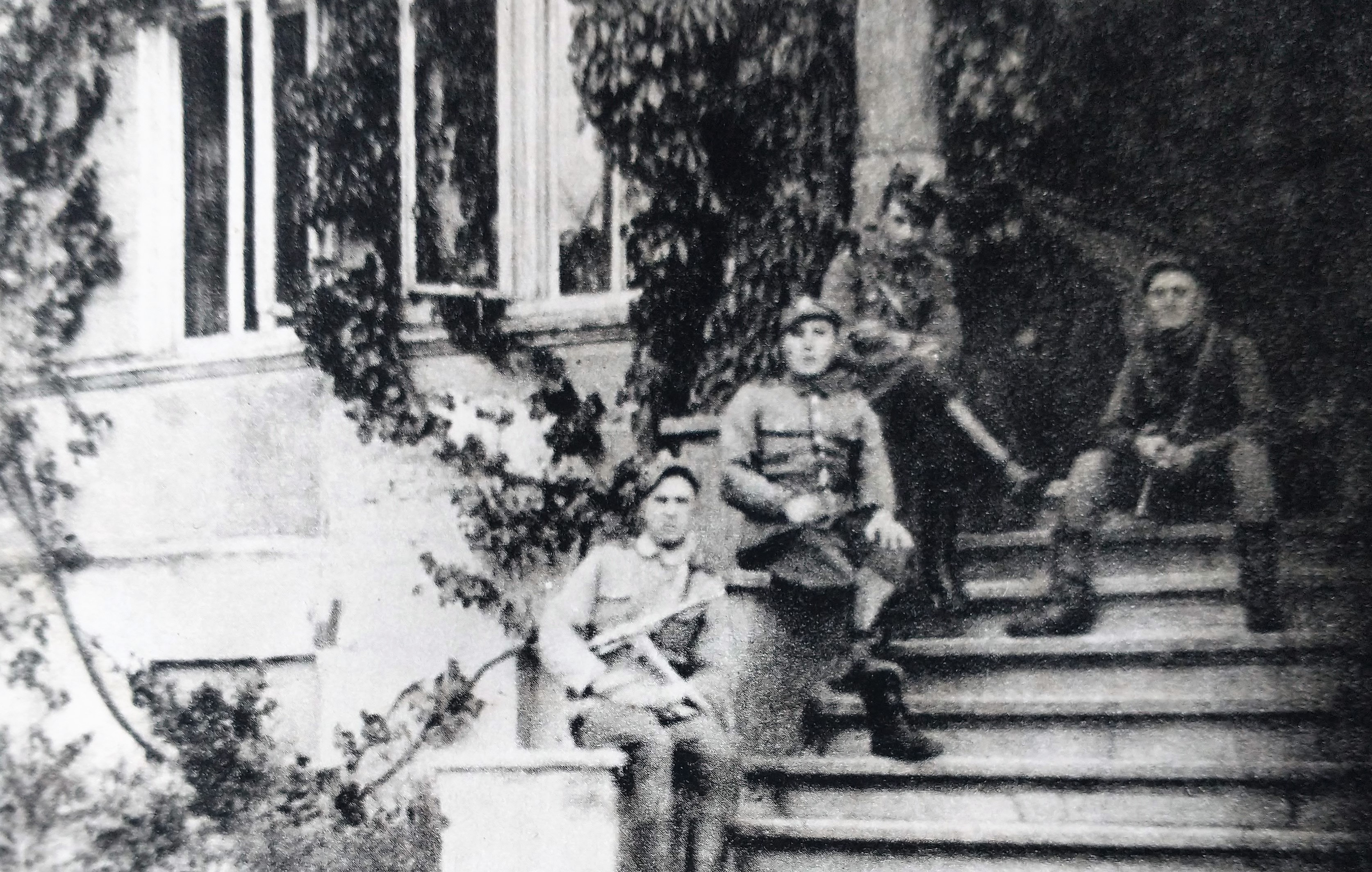
Artylerzysci 36 pułku piechoty we wsi Diehsa

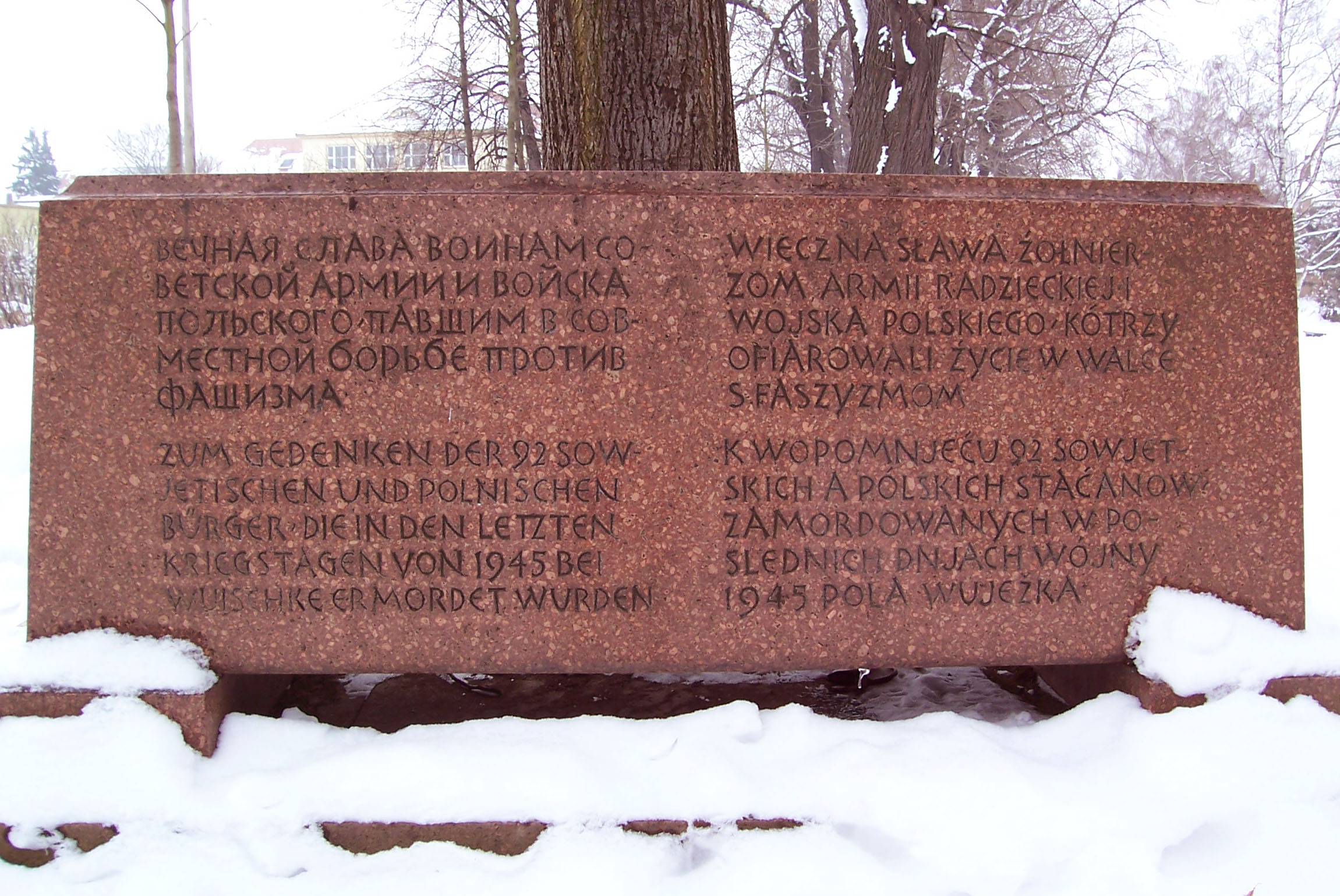
Pomnik radzieckich i polskich ofiar bitwy pod Budziszynem

Operacja łużycka (w historiografii radzieckiej i rosyjskiej operacja spremberg-torgawska, ros. Шпремберг-Торгауская операция) – część operacji berlińskiej przeprowadzonej w drugiej połowie kwietnia 1945 roku na froncie wschodnim II wojny światowej.

## Cel i geneza
Celem operacji wykonywanej przez oddziały 1 Frontu Ukraińskiego (1 FU) było rozbicie sił niemieckich na południe od Berlina i rezerw operacyjnych w rejonie Cottbus (Chociebuż) na Łużycach oraz odcięcie sił w Berlinie od zgrupowania na południe od Berlina, a także izolowanie głównych sił Grupy Armii "Centrum". Nie później niż 12 – 14 dnia operacji wyjście na rubież Beelitz – Wittenberg i dalej wzdłuż  Łaby do Drezna, osiągnięcie kontaktu z wojskami amerykańskim na Łabie. Tym samym zabezpieczenie uderzenia 1 Frontu Białoruskiego (1 FB).
W tym celu planowano przełamać obronę niemiecką dwoma uderzeniami, siłami pięciu armii ogólnowojskowych, dwóch armii pancernych, jednej armii lotniczej. Zamierzano forsować Nysę  pomiędzy Forst i Mużakowem i nacierając w kierunku Chociebuża osiągnąć Łabę pomiędzy Wittenbergą i Dreznem. Do wykonania zadania wyznaczono radziecką 5 Gwardyjską Armię oraz 13 Armię, 2 Armię Wojska Polskiego i 52 Armię.

## Przebieg
16 kwietnia wojska 1 FU sforsowały Nysę i przełamały główny pas obrony niemieckiej. 17 kwietnia, po wprowadzeniu grup szybkich Frontu – (3 i 4 Gwardyjskiej Armii Pancernej), przełamały one pas drugi obrony, sforsowały z marszu Szprewę i bez większych przeszkód szly na Berlin. 19 kwietnia opanowały kolejną rubież obrony w rejonie Spremberg i przeszły do pościgu.  Armie ogólnowojskowe szykowały się do likwidacji okrążonych wojsk pod Sprembergiem. Związki operacyjne lewego skrzydła 1 FU (2 AWP, 52 Armia) 19 kwietnia przełamały obronę niemiecką na Nysie Łużyckiej, odpierały w rej. Nesky przeciwuderzenie sił dywizji pancernych i dywizji piechoty z trudem posuwając się na zachód. 20 kwietnia wieczorem 3 i 4 Gwardyjska Armia Pancerna przerwała zewnętrzny pas obrony Berlina i odcięła niemiecką GA "Centrum" od GA "Wisła". 23 kwietnia 3 Armia Pancerna szykowała się do szturmu i forsowania kanału Tetlow (szer 40–50 m. wybetonowane ściany, na brzegach ufortyfikowane domy, okopane czołgi i działa pancerne).
24 kwietnia wojska 1 FU (28 Armia) i 1 FB (33 Armia) wyszły nad brzeg kanału Tetlow i dokonały całkowitej izolacji 9 Armii niemieckiej, broniącej się na zachód od Frankfurtu i Gubina. Dalej wojska tych frontów w walkach spotkały się i rozcięły zgrupowanie niemieckie, w rezultacie czego 9 Armia niemiecka i część sił 4 Armii niemieckiej zostały odcięte od zgrupowania berlińskiego. 24 kwietnia dowództwo niemieckie dla ratowania sytuacji w Berlinie, nakazał 12 Armii przystąpienie do deblokowania od południa Berlina z rejonu od Brandenburga. 12 Armia niemiecka podjęła ataki na 5 Korpus Zmechanizowany 4 Gwardyjskiej Armii Pancernej i jednostek 13 Armii. W tym kierunku miało nacierać też zgrupowanie frankfurcko-gubińskie. Groziło to wyjściem na tyły frontu poważnych sił niemieckich. Wzmogło również natarcie zgrupowanie niemieckie nacierające z rej. Budziszyna, zostało jednak blokowane siłami 2 AWP, 52 Armii i 5 Gw. Armii.
25 kwietnia wojska 1 FU (4 GwAPanc) i  1 FB (47 Armia) spotkały się w rejonie Ketzin i zamknęły pierścień okrążenia na zachód od Berlina. W okrążeniu znalazło się ok. 200 tys. żołnierzy niemieckich i ok. 200 tys. w Berlinie.
Udział 2 Armii WP w operacji łużyckiej można podzielić na cztery etapy. W dniach 16–19 kwietnia przełamywano obronę wroga; w drugim etapie, 20–22 kwietnia prowadzono pościg; w trzecim, 23-27 nazywanym bitwą budziszyńską odpierano niemieckie przeciwuderzenia; w czwartym 28 kwietnia – 4 maja armia przeszła do obrony.
25 kwietnia o godz. 13.30 w pasie działania 5 Gwardyjskiej Armii w rejonie w rejonie Strehla k. Riese na Łabie jednostki 58 Gw. Dywizji spotkały się z oddziałem rozpoznawczym amerykańskiej 69 Dywizji Piechoty 1 Armii. W tym samym dniu w rejonie Torgau żołnierze 173 Gwardyjskiego Pułku Strzeleckiego tejże 58 Gwardyjskiej Dywizji Strzeleckiej spotkali się z drugim pododdziałem rozpoznawczym amerykańskiej 69 Dywizji Piechoty 1 Armii.
W rejonie Budziszyna w dniach 21–26 kwietnia doszło do głównego starcia pomiędzy oddziałami 1 Frontu Ukraińskiego i niemieckich 4 Armii Pancernej i 17 Armii, tzw. bitwy pod Budziszynem. Po przerzuceniu na kierunek budziszyński 5 Gwardyjskiej Armii udało się opanować sytuację i na początku maja ustabilizowano front wzdłuż linii na płn. od Drezna – Budziszyn – Niska.
Od 26 kwietnia toczyły się walki przeciwko 12 Armii niemieckiej i obu okrążonym zgrupowaniom.